# Марія Грей
Марія Грей (англ. Mary Grey вживалося також написання Marie; 1545 — 20 квітня 1578) — спадкоємиця англійського престолу згідно із заповітом короля Генріха VIII Тюдора, молодша сестра леді Джейн Грей, відомої як «королева на дев'ять днів», і Катерини Грей.

## Біографія
Леді Марія Грей народилася в 1545 році і була молодшою дитиною в родині Генрі Грея, 3-го маркіза Дорсета, та леді Френсіс Брендон, дочки Чарльза Брендона, герцога Саффолка, і французької королеви Марії Тюдор.

### Роль у лінії успадкування
Марія Тюдор була дочкою короля Генріха VII і Єлизавети Йоркської та молодшою сестрою короля Генріха VIII. Сестри Грей, як правнучки Генріха VII, були в числі потенційних спадкоємиць англійського престолу. Отримавши відповідно за Другим актом про престолонаслідування від 1536 року право самому призначити спадкоємців, Генріх VIII в своєму заповіті назвав спадкоємцями тільки своїх дітей і нащадків своєї молодшої сестри Марії Тюдор. Нащадки його старшої сестри Маргарити, королеви Шотландії, були виключені з лінії престолонаслідування, хоча і неодноразово заявляли про свої права на корону Англії.
Список спадкоємців, вказаний в заповіті Генріха VIII, виглядав наступним чином:
- Едуард, принц Уельський, син Генріха VIII і Джейн Сеймур;
- Леді Марія Тюдор, дочка Генріха VIII і Катерини Арагонської;
- Леді Єлизавета Тюдор, дочка Генріха VIII і Анни Болейн;
- Спадкоємці леді Френсіс Грей, дочки Марії Тюдор і Чарльза Брендона:
  - Леді Джейн Грей;
  - Леді Катерина Грей;
  - Леді Марія Грей;
- Спадкоємці леді Елеонори Кліффорд, дочки Марії Тюдор і Чарльза Брендона;
  - Леді Маргарет Кліффорд.

Неодружений і бездітний король Едуард VI помер 6 липня 1553 року і регент Джон Дадлі зробив спробу звести на трон дружину свого сина, леді Джейн Грей, відповідно до нового Акта про спадкування, складений незадовго до смерті короля, який виключав з кола претендентів принцесу Марію, її єдинокровну сестру принцесу Єлизавету і леді Френсіс Грей. Ці зміни в порядку престолонаслідування не знайшли підтримки, і леді Джейн була скинута. Королевою стала Марія Тюдор, а після її смерті — Єлизавета. Марія померла бездітною, а не бажаюча вступати в шлюб Єлизавета відтягувала ухвалення рішення про призначення спадкоємця, і найбільш ймовірною її наступницею вважалася Катерина Грей. У 1568 році Катерина померла, і тепер Марія Грей і її кузина Маргарет Кліффорд залишалися єдиними живими онуками Марії Тюдор, сестри Генріха VIII. Шлюб Катерини Грей і Едварда Сеймура, які повінчалися таємно і без дозволу королеви, був визнаний недійсним, а їхні сини — незаконнонародженим, і за законом Англії спадкоємицею Єлизавети вважалася Марія. Фактично ж, найбільшою підтримкою користувалася кандидатура правнучки Генріха VII, шотландської королеви Марії Стюарт, яка заявила про свої права на англійський трон ще на початку правління Єлизавети. Сама Марія Грей ніколи не виявляла серйозних претензій на корону.

### Ранні роки
Марія Грей не відрізнялася красою: за тодійшніми описам вона була дуже маленька на зріст (трохи вище 120 см) і, згідно з донесенням іспанського посланця, «горбатою і вельми потворною». Єлизавета несхвально відгукувалася про неї, як про «цю коротунку, карлицю і потвору». Не збереглося жодних свідчень того, що батьки нехтували нею або намагалися приховати фізичні недоліки дівчинки. Вона виховувалася нарівні з іншими дочками. Перші роки життя Марія провела разом зі старшими сестрами в Брадгейті, одному з маєтків родини Грей. Сестри відносилися до першого покоління в Англії, яке народилося вже після релігійних реформ і вихованому як євангелісти. Вони також отримали чудову освіту, що включала крім традиційних для благородних дам навичок шиття, приготування вишуканих страв і гри на музичних інструментах, також вивчення класичної літератури та іноземних мов, таких як грецької, латини, італійської та французької.
В травні 1553 року, коли її старші сестри одружилися, Марію, якій тоді було близько 8 років, заручили з її кузеном лордом Артуром Греєм. У липні того ж року Джейн Грей на кілька днів стала королевою, але незабаром була повалена, а в лютому 1554 року, після невдалого повстання Томаса Ваєтта, вона, її чоловік Гілфорд Дадлі і батько Генрі Грей були страчені. Протягом цього періоду Марія і Катерина залишалися разом з матір'ю, яка намагалася домогтися милості нової королеви і повернення хоча б частини відчуженого на користь корони майна. У квітні 1554 роки їй була повернено значну частину колишніх володінь Греїв, а в липні Марія Тюдор дозволила леді Френсіс, Катерині і Марії повернутися до двору, де вони стали її фрейлінами. Заручини Марії з Артуром Греєм на той момент вже були розірвані.
В 1555 леді Френсіс вступила в шлюб з Едріаном Стоуксом і в наступні роки рідко бувала при дворі. Десятирічна Марія жила разом з матір'ю, Катерина залишалася при королеві. Коли в 1558 році Марію Тюдор на престолі змінила Єлизавета, дами сімейства Грей перейшли в її свиту, хоча і не користувалися прихильністю нової королеви. Після смерті матері в 1559 році, яка залишила майже весь статок свому другому чоловікові, Марія отримала в спадок лише незначну власність, яка приносила щорічний дохід в 20 фунтів. До того ж до цих коштів на життя вона задовольнялася також виплатами в розмірі 80 фунтів, призначені їй Єлизаветою.

### Таємний шлюб і його наслідки
У 1565 році Марія Грей таємно одружилася, не отримавши при цьому дозволу на шлюб від королеви. Її чоловіком став Томас Кіз, вдівець середніх років з кількома дітьми, який служив начальником королівської гвардії. При дворі вони бачилися майже щодня, але обставини їх знайомства невідомі, тому Марія ні з ким не ділилася відомостями про свої стосунки з Кізом. У період залицяння він подарував їй кілька прикрас: три перстні, один з яких був на заручини, з рубінами і діамантами, і золотий ланцюжок. Їхнє вінчання було приурочено до 16 липня, так як в той день королева разом з усією свитою виїхала в Дарем-Хаус на Стренді, куди була запрошена на весілля свого племінника, Генрі Нолліс. Тим часом, в Уайтхоллі Марія Грей і Томас Кіз обмінялися шлюбними клятвами у присутності священика і декількох близьких родичів, друзів і слуг. Пам'ятаючи про ситуацію, в якій раніше опинилася її сестра Катерина, яка так і не зуміла довести дійсність свого шлюбу з Едвардом Сеймуром через смерть єдиного свідка , Марія завбачливо забезпечила наявність на вінчанні максимально можливої кількості людей, здатних підтвердити, що шлюбний обряд був проведений як годиться.
Вже 21 серпня чутки про цей шлюб дійшли до королеви. Трохи раніше були отримані звістки з Шотландії про поспішне весілля королеви Марії Стюарт з лордом Генрі Дарнлі, яке відбулося без схвалення Єлизавети. Хоча королева Марія заявила, що не наполягатиме на своїх династичних правах на трон Англії, Єлизавета знала, що в парламенті знову піднімуть питання про призначення спадкоємця і будуть пропонувати кандидатуру Катерини Грей. У зв'язку з ситуацією, що сталася королева перебувала в роздратуванні і розцінила вчинок молодшої леді Грей як велику образу. Після того, як Таємна рада детально допитала подружжя, Єлизавета віддала наказ про ув'язнення Кіза до Флітської в'язниці, а сама Марія залишалася під домашнім арештом аж до смерті свого чоловіка.
Весь цей час вона перебувала під наглядом людей, особисто призначених королевою. Спершу вона була відправлена до Вільяма Хотрі в Чекерс Корт, графство Бакінгемшир, де жила протягом двох років. Їй було заборонено спілкуватися з будь-ким із зовні і залишати межі маєтку. Звідти вона безперестанку слала листи Вільяму Сесілю, прохаючи його допомогти вимолити пробачення у королеви. Під кожним зі своїх послань вона ставила підпис Mary Graye, ніби зовсім ніколи не вступала в шлюб. Але гнів Єлизавети не проходив. Тоді Томас Кіз, який важко переносив суворі умови ув'язнення, заявив, що згоден на анулювання шлюбу в обмін на те, щоб його відпустили додому в Кент. Після з'ясування всіх деталей Едмунд Гріндал, єпископ Лондонський, не знайшов підстав для анулювання шлюбу.
Через два роки королева разом з Вільямом Сесилом вирішила помістити леді Грей під опіку будь-кого з родичів, і в серпні 1567 року Марія в супроводі Вільяма Хотрі була доставлена в лондонський будинок баронеси Кетрін Віллоубі, останньої дружини її діда, Чарльза Брендона. Баронеса була змушена за свій рахунок забезпечити леді Грей необхідними предметами побуту, оскільки багато речей з її особистого майна стали непридатними. Під опікою Кетрін Віллоубі вона залишалася до червня 1569 року, а потім була переведена під нагляд сера Томаса Грешема.
Її чоловік, Томас Кіз, був звільнений з Флітськой в'язниці в 1569 році і, отримавши посаду в замку-фортеці Сандгейт, відбув в Кент, де і помер у вересні 1571 року. Дізнавшись про його смерть, Марія знову звернулася до королеви з проханням помилувати її і дозволити піклуватися про осиротілих дітей Кіза. Томас Грешем також клопотав перед Сесилом про від'їзд Марії з його будинку, так як його дружина була категорично проти її присутності. Тільки в травні 1572 Єлизавета остаточно погодилася звільнити леді Грей, при цьому обмежила її право у використанні успадкованої власності.

### Вдівство і смерть
Овдовівшій Марії дозволили переїхати в Лестершир до її вітчима Едріана Стоукса, який в 1572 році одружився з леді Анною Керью. Побоюючись бути для нього тягарем, Марія через Вільяма Сесіла повідомила Єлизавету про те, що у неї практично немає коштів для існування, крім двадцяти фунтів річного доходу, і королеві довелося призначити їй невелике грошове утримання. До лютого 1573 року Марії вдалося зібрати достатньо грошей, щоб перебратися в Лондон і жити у власному будинку. До кінця 1577 року вона була відновлена на посаді фрейліни королеви.
У віці 33 років 20 квітня 1578 року Марія Грей померла бездітною під час епідемії чуми в Лондоні, хоч, імовірно, не чума стала причиною її смерті. Вона занедужала в квітні і незадовго до смерті склала заповіт, розділивши свій скромний статок між Кетрін Віллоубі (їй вона залишила коштовності своєї матері), леді Маргарет Арунделл, Анною Керью, своєю падчеркою Джейн Меррик, онукою свого покійного чоловіка Мері Меррик і декількома слугами. Поховати її останки вона заповіла там, «де вважатиме найбільш зручним Її Величність королева».
Єлизавета I взяла на себе витрати і організацію похорону, відповідного статусу Марії як найближчої родички королеви. Марія Грей була похована 14 травня поряд з матір'ю в Вестмінстерському абатстві, де її могила до цього часу залишається без будь-яких розпізнавальних табличок. На її похороні найбільше сумувала Сьюзан Берті, дочка Кетрін Віллоубі. Місце Марії Грей в черзі престолонаслідування зайняла Маргарет Кліффорд, остання жива претендентка на трон, зазначена в заповіті Генріха VIII.